# Geudertheim
Geudertheim est une commune française située dans la circonscription administrative du Bas-Rhin et, depuis le 1er janvier 2021, dans le territoire de la Collectivité européenne d'Alsace, en région Grand Est.
Cette commune se trouve dans la région historique et culturelle d'Alsace.

## Géographie

### Localisation
Geudertheim est un village de la Basse Zorn, situé au cœur du pays des asperges, à mi-chemin entre Strasbourg (18 km) et Haguenau, à 15 km de la frontière allemande. 
À noter qu'à Geudertheim passe la Zorn, rivière du nord de l'Alsace, affluent droit de la Moder et sous-affluent du Rhin.

### Communes limitrophes
Les communes limitrophes sont Weitbruch au nord, Kurtzenhouse au nord-est, Bietlenheim à l'est, Hœrdt au sud-est, Vendenheim au sud-sud-ouest et Brumath à l'ouest. 
|                                                  | Weitbruch   | Kurtzenhouse |
| Brumath (Communauté d'agglomération de Haguenau) | Geudertheim | Bietlenheim  |
|                                                  | Hoerdt      |              |

### Hydrographie

#### Réseau hydrographique

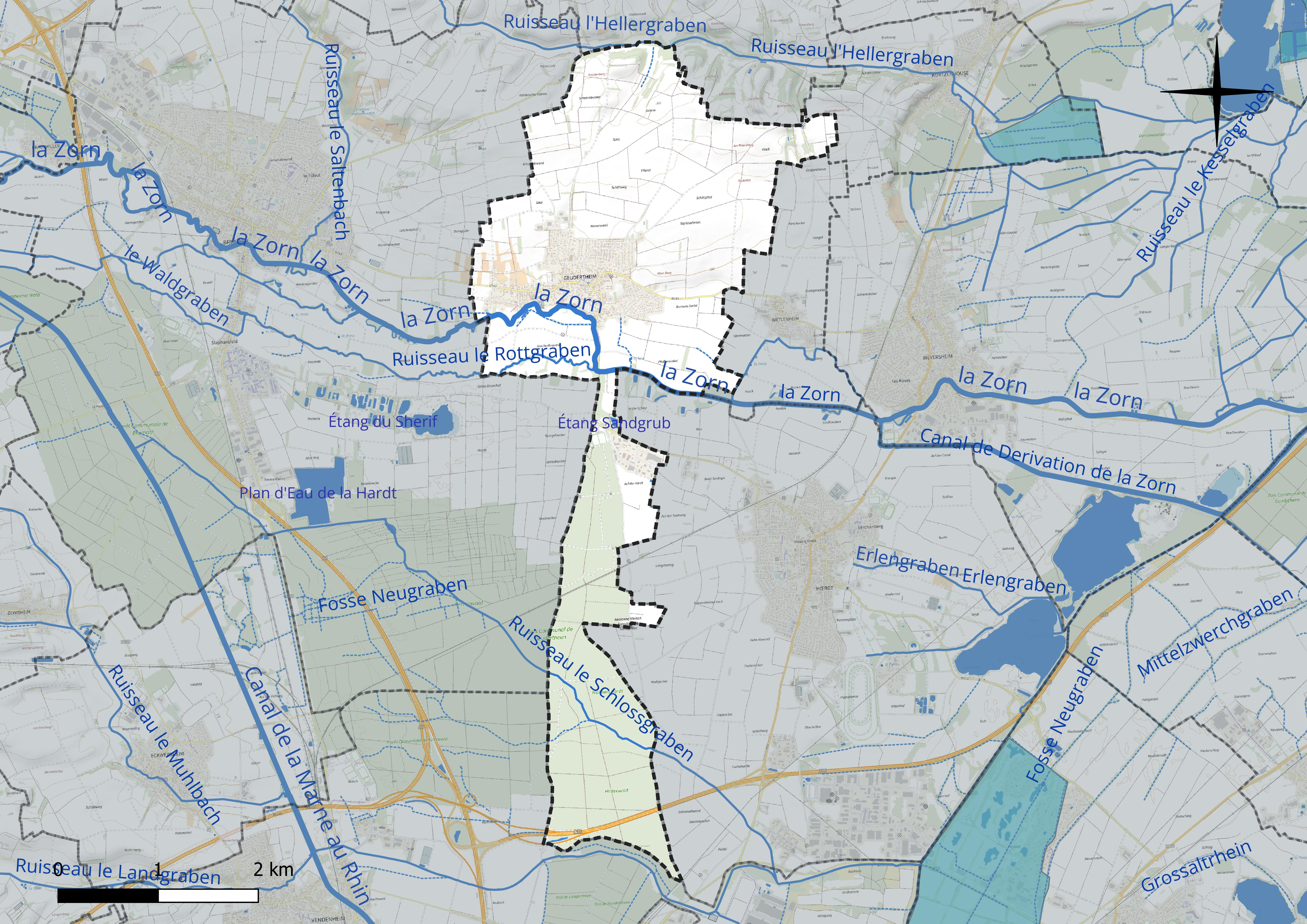
Réseau hydrographique de Geudertheim.

La commune est dans le bassin versant du Rhin au sein du bassin Rhin-Meuse. Elle est drainée par la Zorn, le ruisseau l'Hellergraben, le ruisseau le Rottgraben et le ruisseau le Schlossgraben,.
La Zorn, d'une longueur totale de 96,7 km, prend sa source dans la commune de Walscheid et se jette  dans le canal de la Marne au Rhin à Rohrwiller, après avoir traversé 34 communes. 
L'Hellergraben, d'une longueur de 11 km, prend sa source dans la commune de Niederschaeffolsheim et se jette  dans le Kesselgraben à Weyersheim, après avoir traversé huit communes. 
Deux plans d'eau complètent le réseau hydrographique : l'étang Sandgrub (0,4 ha) et l'étang Zornmatt (0,2 ha),.

#### Gestion et qualité des eaux
Le territoire communal est couvert par le schéma d'aménagement et de gestion des eaux (SAGE) « Ill Nappe Rhin ». Ce document de planification concerne la nappe phréatique rhénane, les cours d'eau de la plaine d'Alsace et du piémont oriental du Sundgau, les canaux situés entre l'Ill et le Rhin et les zones humides de la plaine d'Alsace. Le périmètre s’étend sur 3 596 km2. Il a été approuvé le 17 janvier 2005. La structure porteuse de l'élaboration et de la mise en œuvre est la région Grand Est. 
La qualité des cours d’eau peut être consultée sur un site dédié géré par les agences de l’eau et l’Agence française pour la biodiversité. 

### Climat
Pour des articles plus généraux, voir Climat du Grand Est et Climat du Bas-Rhin.
En 2010, le climat de la commune est de type climat des marges montargnardes, selon une étude du Centre national de la recherche scientifique s'appuyant sur une série de données couvrant la période 1971-2000. En 2020, Météo-France publie une typologie des climats de la France métropolitaine dans laquelle la commune est exposée à un climat semi-continental et est dans la région climatique  Alsace, caractérisée par une pluviométrie faible, particulièrement en automne et en hiver, un été chaud et bien ensoleillé, une humidité de l’air basse au printemps et en été, des vents faibles et des brouillards fréquents en automne (25 à 30 jours). 
Pour la période 1971-2000, la température annuelle moyenne est de 10,7 °C, avec une amplitude thermique annuelle de 17,9 °C. Le cumul annuel moyen de précipitations est de 739 mm, avec 9,9 jours de précipitations en janvier et 10,2 jours en juillet. Pour la période 1991-2020, la température moyenne annuelle observée sur la station météorologique de Météo-France la plus proche, « Waltenheim-sur-zorn », sur la commune de Waltenheim-sur-Zorn à 10 km à vol d'oiseau, est de 11,3 °C et le cumul annuel moyen de précipitations est de 652,2 mm. 
La température maximale relevée sur cette station est de 38 °C, atteinte le 7 août 2015 ; la température minimale est de −14,9 °C, atteinte le 20 décembre 2009,,. 
Les paramètres climatiques de la commune ont été estimés pour le milieu du siècle (2041-2070) selon différents scénarios d'émission de gaz à effet de serre à partir des nouvelles projections climatiques de référence DRIAS-2020. Ils sont consultables sur un site dédié publié par Météo-France en novembre 2022.

## Urbanisme

### Typologie
Au 1er janvier 2024, Geudertheim est catégorisée bourg rural, selon la nouvelle grille communale de densité à sept niveaux définie par l'Insee en 2022.
Elle appartient à l'unité urbaine de Geudertheim, une unité urbaine monocommunale constituant une ville isolée,. Par ailleurs la commune fait partie de l'aire d'attraction de Strasbourg (partie française), dont elle est une commune de la couronne,. Cette aire, qui regroupe 268 communes, est catégorisée dans les aires de 700 000 habitants ou plus (hors Paris),.

### Occupation des sols

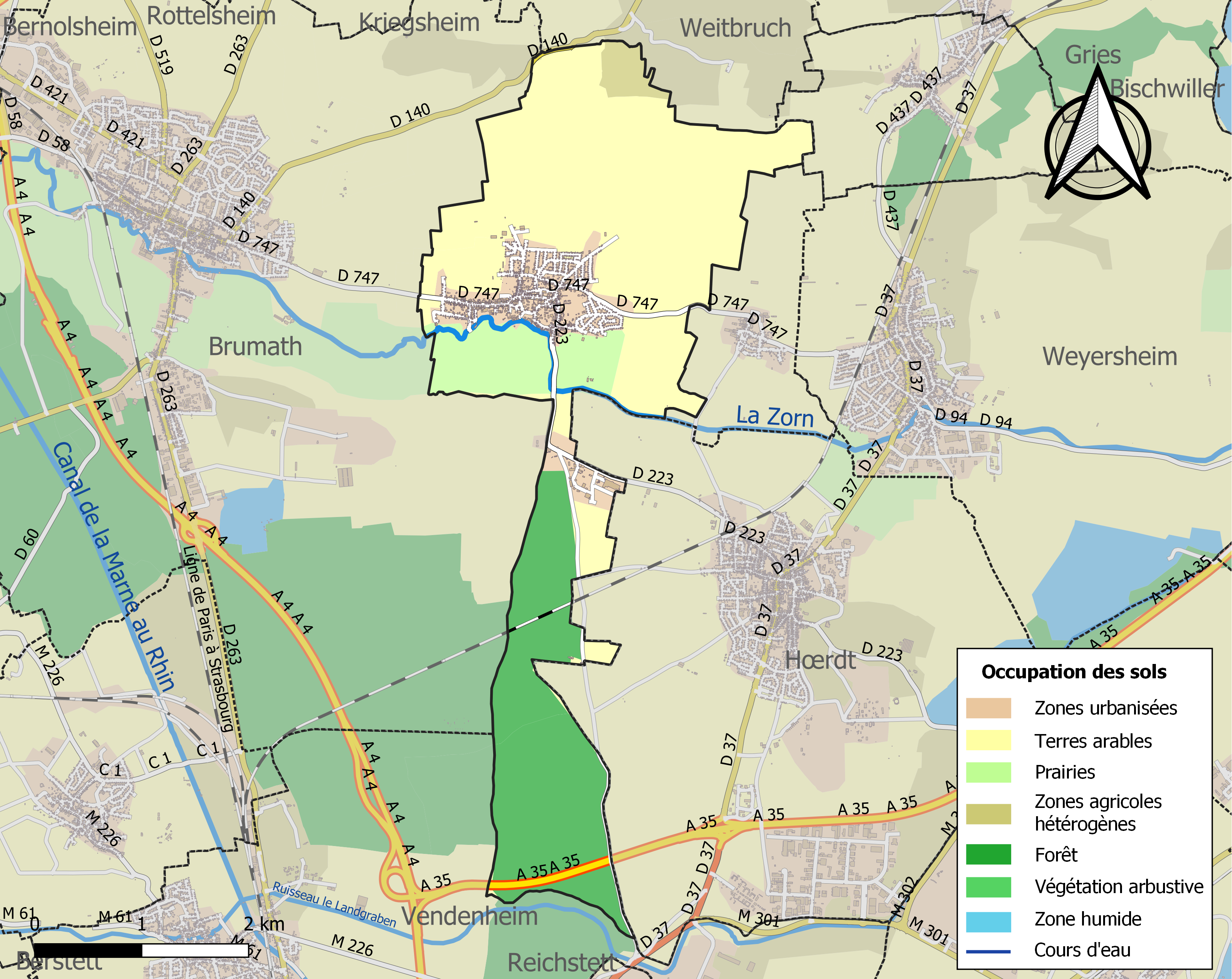
Carte des infrastructures et de l'occupation des sols de la commune en 2018 (CLC).

L'occupation des sols de la commune, telle qu'elle ressort de la base de données européenne d’occupation biophysique des sols Corine Land Cover (CLC), est marquée par l'importance des territoires agricoles (63,2 % en 2018), en diminution par rapport à 1990 (65,9 %). La répartition détaillée en 2018 est la suivante : 
terres arables (49,1 %), forêts (25,6 %), zones urbanisées (11,1 %), prairies (9,1 %), cultures permanentes (3 %), zones agricoles hétérogènes (2,1 %). L'évolution de l’occupation des sols de la commune et de ses infrastructures peut être observée sur les différentes représentations cartographiques du territoire : la carte de Cassini (XVIIIe siècle), la carte d'état-major (1820-1866) et les cartes ou photos aériennes de l'IGN pour la période actuelle (1950 à aujourd'hui).

## Histoire
Geudertheim se dit « Geyderte » en alsacien.

### Héraldique
| Blason de Geudertheim | Blason  | Parti : au premier d'or au lion de gueules, au second mi-parti d'azur à l'aigle d'argent. |
| Blason de Geudertheim | Détails |                                                                                           |

### Architecture
Un des plus anciens bâtiments de la ville[Lequel ?] date de l'année 1662[réf. incomplète].

## Politique et administration

### Administration municipale
Le nombre d'habitants au dernier recensement étant compris entre 2 500 et 3 499, le nombre de membres du conseil municipal est de 23.

### Liste des maires
| Période                                  | Période                   | Identité                                     | Étiquette | Qualité                                                                             |
| ---------------------------------------- | ------------------------- | -------------------------------------------- | --------- | ----------------------------------------------------------------------------------- |
| décembre 1876                            | juillet 1914              | Jean-Georges Roser (1831-1916)               |           |                                                                                     |
| Les données manquantes sont à compléter. |                           |                                              |           |                                                                                     |
| 1947                                     | 1969                      | Philippe Knittel                             |           |                                                                                     |
| 24 mai 1969                              | mars 1989                 | Philippe Schmitt (1922-2013)                 |           | Agriculteur, adjoint au maire (1959 → 1969) Maire honoraire                         |
| mars 1989                                | mars 2008                 | Erwin Fessmann                               | DVD       | Maire honoraire (2008)                                                              |
| mars 2008                                | En cours (au 31 mai 2020) | Pierre Gross, Réélu pour le mandat 2020-2026 | DVD       | Cadre retraité, ancien adjoint au maire 4e vice-président de la CC de la Basse-Zorn |
| Les données manquantes sont à compléter. |                           |                                              |           |                                                                                     |

## Démographie
L'évolution du nombre d'habitants est connue à travers les recensements de la population effectués dans la commune depuis 1793. Pour les communes de moins de 10 000 habitants, une enquête de recensement portant sur toute la population est réalisée tous les cinq ans, les populations de référence des années intermédiaires étant quant à elles estimées par interpolation ou extrapolation. Pour la commune, le premier recensement exhaustif entrant dans le cadre du nouveau dispositif a été réalisé en 2006.

En 2022, la commune comptait 2 719 habitants, en évolution de +9,15 % par rapport à 2016 (Bas-Rhin : +3,17 %, France hors Mayotte : +2,11 %).
| 1793 | 1800 | 1806 | 1821  | 1831  | 1836  | 1841  | 1846  | 1851  |
| ---- | ---- | ---- | ----- | ----- | ----- | ----- | ----- | ----- |
| 972  | 816  | 941  | 1 294 | 1 300 | 1 271 | 1 271 | 1 286 | 1 313 |

| 1856  | 1861  | 1866  | 1871  | 1875  | 1880  | 1885  | 1890  | 1895  |
| ----- | ----- | ----- | ----- | ----- | ----- | ----- | ----- | ----- |
| 1 241 | 1 270 | 1 317 | 1 264 | 1 293 | 1 371 | 1 349 | 1 327 | 1 320 |

| 1900  | 1905  | 1910  | 1921  | 1926  | 1931  | 1936  | 1946  | 1954  |
| ----- | ----- | ----- | ----- | ----- | ----- | ----- | ----- | ----- |
| 1 295 | 1 342 | 1 400 | 1 315 | 1 233 | 1 251 | 1 247 | 1 342 | 1 277 |

| 1962  | 1968  | 1975  | 1982  | 1990  | 1999  | 2006  | 2011  | 2016  |
| ----- | ----- | ----- | ----- | ----- | ----- | ----- | ----- | ----- |
| 1 289 | 1 450 | 1 600 | 1 755 | 2 010 | 2 243 | 2 273 | 2 335 | 2 491 |

| 2021  | 2022  | - | - | - | - | - | - | - |
| ----- | ----- | - | - | - | - | - | - | - |
| 2 675 | 2 719 | - | - | - | - | - | - | - |

## Lieux et monuments
- L'église protestante (1842) avec son clocher roman du XIIe siècle.
- L'église Saint-Blaise (catholique) (1900) avec chapelle funéraire de la famille de Schauenbourg ainsi qu'un tabernacle du XVe siècle cité parmi les 14 plus beaux d'Alsace[réf. nécessaire].
- Le château de Schauenbourg.
- Le moulin situé sur la Zorn.
- Monument aux morts

Après la destruction de la maison Greder (maison à colombages datant de 1660), Stéphane Bern met en cause le maire   en l'accusant d'être « le fossoyeur de l'histoire du village »

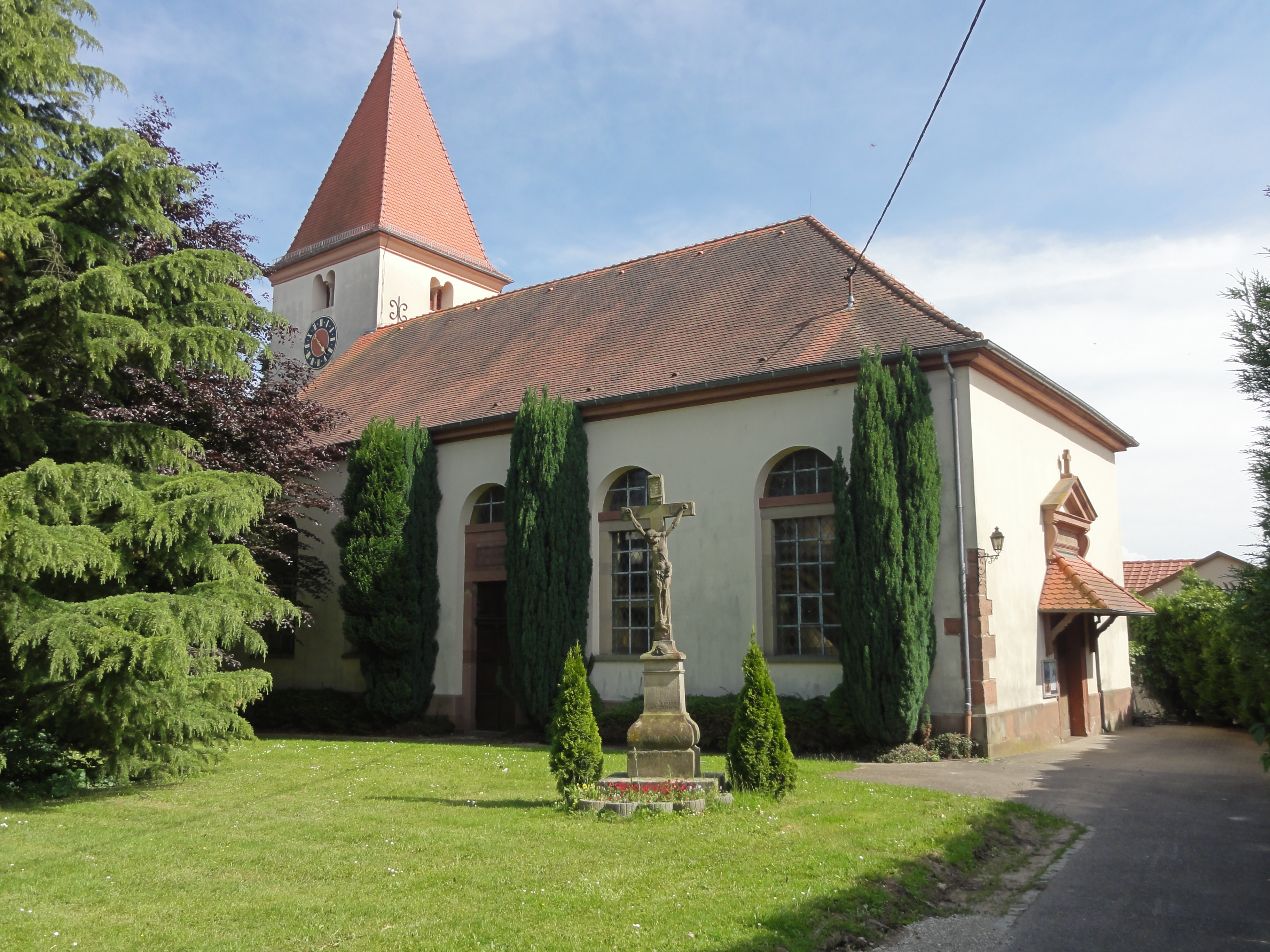
Église protestante.
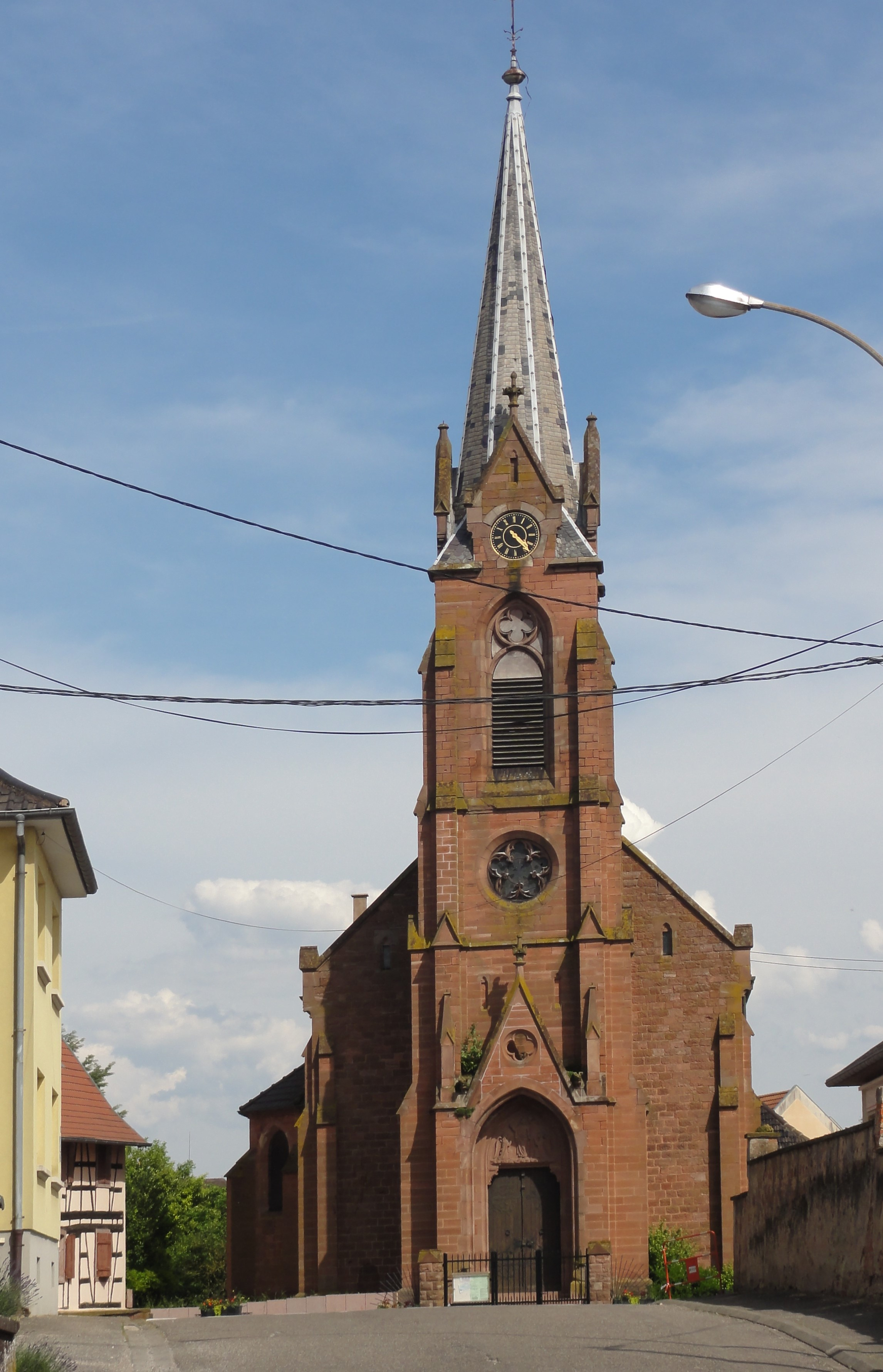
Église catholique Saint-Blaise.
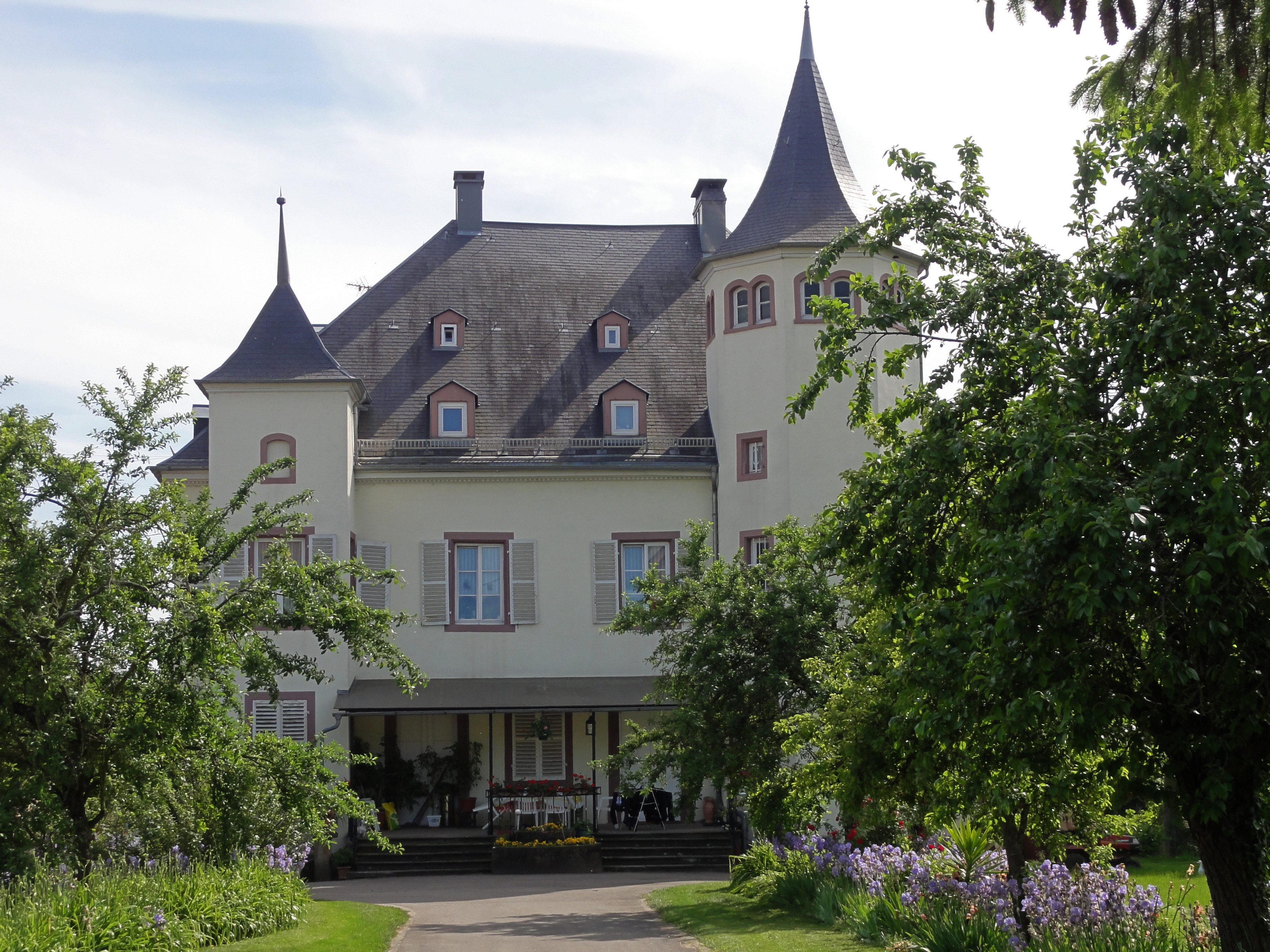
Château de Schauenbourg.
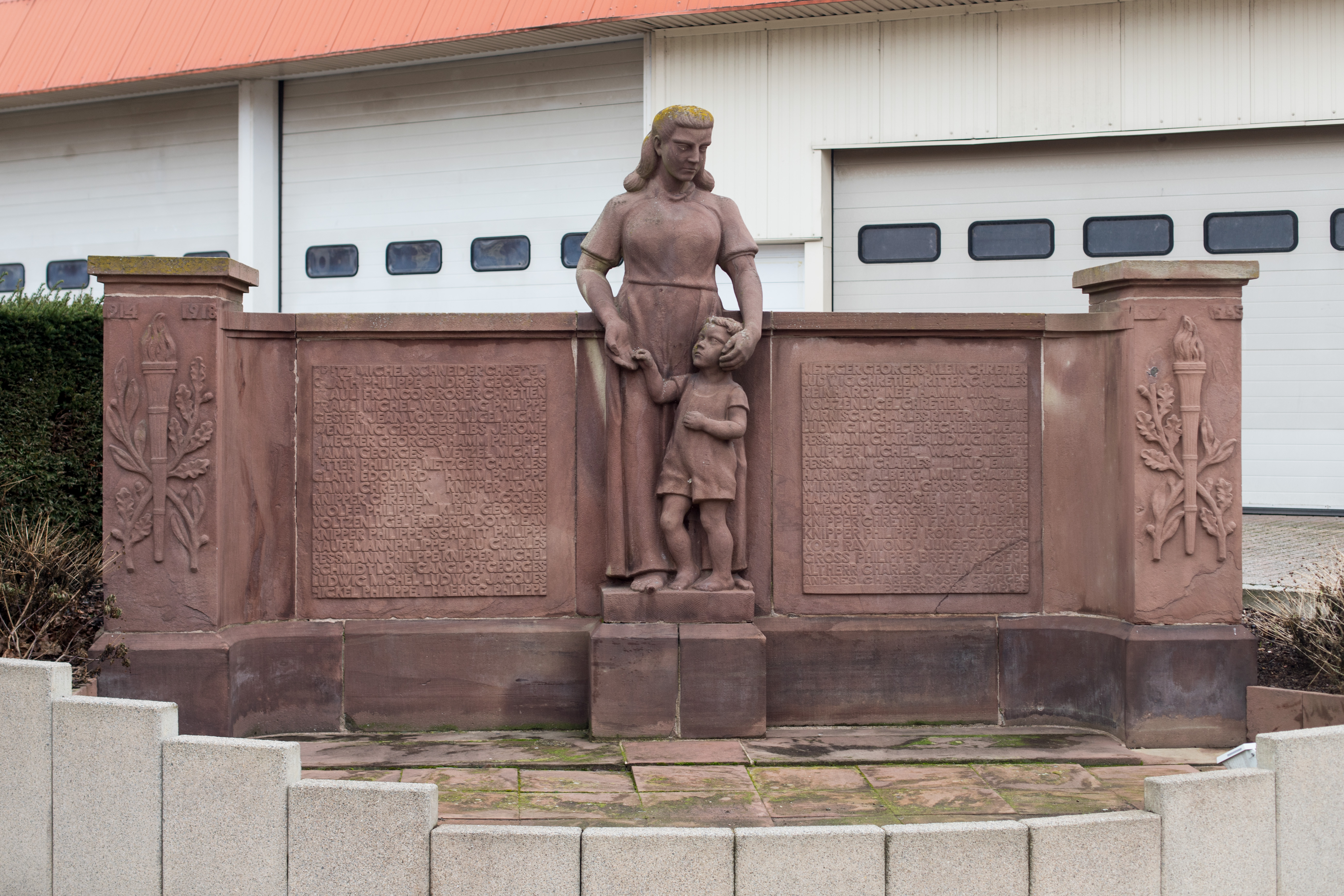
Monument aux morts

## Personnalités liées à la commune
- Michel Ritter (1853-1898), relieur, né à Geudertheim.
- Marie-Georges Picquart (1854-1914), général d'armée et acteur de l'affaire Dreyfus, y a vécu les premières années de son enfance dans le château du colonel de Weitersheim situé en retrait de la rue du Général-de-Gaulle. La place de la mairie est rebaptisée en son nom le 13 juillet 2006, soit presque un siècle jour pour jour après la réhabilitation d'Alfred Dreyfus, due en partie grâce à ce général.
- Alexis Balthazar Henri Schauenburg (1748-1831), général de France. Son nom est inscrit sur l'Arc de triomphe à Paris. Il fut un des artisans de la campagne de Suisse en 1798. Baron. Il vécut et mourut à Geudertheim.
- Driss el-Himer (1974-), multiple champion de France de cross-country, International Français.

## Vie sportive
- Le Football Club de Geudertheim au stade de la forêt.